# Deparia cataracticola
Deparia cataracticola là một loài dương xỉ trong họ Athyriaceae. Loài này được M. Kato mô tả khoa học đầu tiên năm 2001.
Danh pháp khoa học của loài này chưa được làm sáng tỏ. 